# ヤヌアリウス
聖ヤヌアリウス (Saint Januarius) または聖ジェナーロ (San Gennaro) は、カトリック教会と正教会で聖人、殉教者（致命者）。伝承によればヤヌアリウスは、ソルファターラ近隣の硫黄鉱山にあるポッツオーリの近くで、ディオクレティアヌス帝による迫害が行われていた西暦305年に逝去したとされている。彼はポッツォーリのプロクルス等、他の同志達と共に打ち首にされた。彼の遺体は後にナポリへと移され、そこで守護聖人となった。またイタリアでは聖ジェンナーロ (San Gennaro) と呼ばれる。正教会ではベネベントの神品聖致命者ヤンヌアリイと呼ばれる。

## 血の奇跡と畏敬

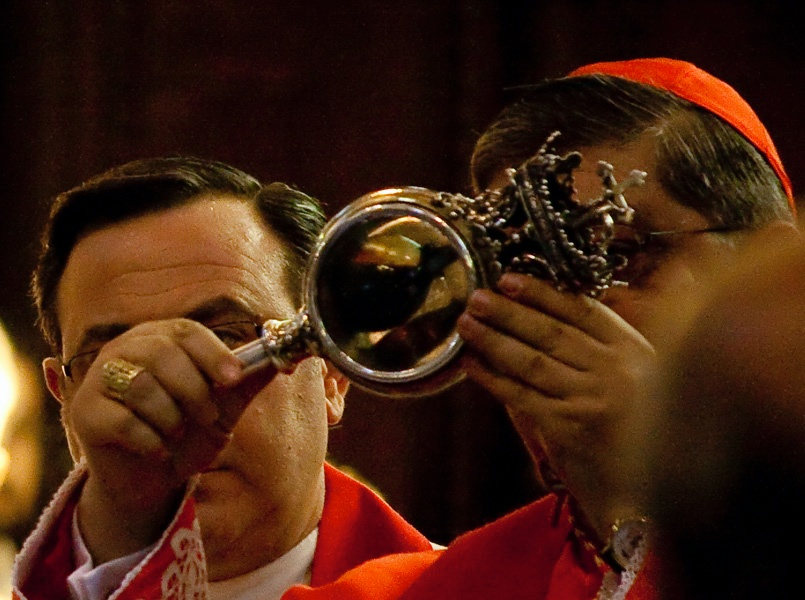
「血の奇跡」の儀式を行う枢機卿クレッセンツィオ・セペ

毎年液化すると噂されるその血液の奇跡を除くと、ヤヌアリウスの生涯や業績に関しての情報は非常に限られているが、カトリック教会と正教会（新暦）の教会暦の上では、9月19日に彼の祝祭日が定められている。何百年にも亘り保存されてきたヤヌアリウスの乾いた血液は、聖遺物箱の中の小さな容器に、安全に保管されている。毎年ヤヌアリウスの祝日や5月の第1日曜日前の土曜日に、彼の遺体の近辺へこれらの容器を持ってくると、乾いた血液は液状に変化するのである。
毎年、この催し物を一目見ようと、実に多くの人々がナポリ大聖堂に集まってくる。祈りや祈祷の最中に、主要祭壇にいる大司教がナポリの守護聖人である、聖ヤヌアリウスの乾いた血液が入っていると言われるガラスの小瓶を掲げ、それが液化したと言明するのである。この液化の宣言は、13世紀の建造物であるヌオーヴォ城において、21発の礼砲で迎えられる。
この儀礼は9月のヤヌアリウスの祝日の他に、5月と12月にも行われる。祝日に液化すると言われるこの「血液の奇跡」について、最初に言及されたのは1389年のことであった。
血液の液状化は、すぐに起こる場合や何時間もかかる場合があり、時に何日もかかることがある。
アメリカ合衆国のマンハッタン、リトル・イタリーにいるイタリア人や他のニューヨーカーにとって、サン・ジェナーロ祭は一年でも目玉となる催しものである。この祭りでは多色に彩られたジェナーロ（ヤヌアリウス）の像がストリートに運ばれて通り抜け、区域内で出店などの催し物が行われる。
2002年にはジミー・キンメルとドウグ・デルーカにより、ロサンゼルス・サン・ジェナーロ祭が創立された。これはハリウッドにおいて、毎年9月に行われる主要なイベントである。
また、歴史家のエリック・ホブズボームは、この「血液の奇跡」を愛国主義の原因を説明する歴史的な例であるとして、著書　Nations and Nationalism since 1780 : programme, myth, reality（ケンブリッジ大学出版、1990年）で触れている。

## 科学的調査
批評家は、奇跡的に液化するこの血には血液ではなく、オキシ水酸化鉄（FeO(OH)）のようなチキソトロピーのゲルがかなり含まれているのではないかと指摘する。こうした粘着性の物質は、刺激を与えずに置いておくと増幅し、かき混ぜたり動かしたりすれば減少して液化する。
加えて、超常現象の研究者でもあるジョー・ニッケルは、「14世紀以来、液状化する他の聖人の血液が、全てのナポリの区域でいくつか存在しており、これらは一部地域の秘密を思い起こさせるものである。」と述べている。

## 参考
- Jones, Terry. Januarius. Patron Saints Index. Retrieved on 2007-03-02.
- Christopher, Kevin (2000-09-22). The Miracle Blood of Saint Januarius. Committee for Skeptical Inquiry. Retrieved on 2007-03-02.
- Epstein, Michael; Luigi Garlaschelli (1992). "Better Blood Through Chemistry: A Laboratory Replication of a Miracle". Journal of Scientific Exploration 6: 233-246. Retrieved on 2007-03-02.
- Owen, Richard. "Naples blood boils at miracle's 'debunking'", The Times, Times Newspapers Ltd, 2005-09-20. Retrieved on 2007-03-02.
- Nickell, Joe. Examining Miracle Claims (Excerpt from an article that appeared in March 1996 issue of Deolog). Hidden Mysteries: Religion's Frauds, Lies, Control. Retrieved on 2007-03-02.